# 딥 (카탈루냐 신화)

딥(카탈루냐어: dip [ˈdip])은 카탈루냐 신화에 나오는 사악하고 털이 많은 검둥개이다. 악마의 하수인으로, 사람의 피를 빨아먹는다.

## 같이 보기
- 셔크
- 바게스트